# Magicka 2
Magicka 2 – kontynuacja fabularnej gry akcji Magicka, stworzona przez Pieces Interactive. Gra została zapowiedziana na E3 2014, a premiera odbyła się 26 maja 2015 roku.

## Rozgrywka
Gracz kontroluje maga, który używa 8 żywiołów (woda, ogień, życie, śmierć, tarcza, błyskawica, ziemia i zimno). W różnych kombinacjach tworzą zaklęcia. Ponadto gracz ma dostęp do „magicków” – specjalnych zaklęć znajdowanych podczas gry.

## Odbiór gry
Gra została oceniona przez GameRankings, uzyskując wynik 72,25% dla wersji na PC oraz 70,31% dla PlayStation 4. Wyniki Magicki 2 w serwisie Metacritic są nieco mniejsze – 69/100 pkt. dla PC oraz 71/100 pkt. dla PlayStation 4. Eurogamer dało 7 z 10 punktów, mówiąc „Magicka 2 to udany tytuł dla miłośników kooperacji, szczególnie dla graczy konsolowych, którzy nie grali w oryginał”.